# Чайковский, Андрей Яковлевич
Андре́й Я́ковлевич Чайко́вский (укр. Андрій Якович Чайковський; 15 мая 1857 года, Самбор — 2 июня 1935 года, Коломыя) — украинский писатель, гражданский деятель, доктор права, адвокат в Галичине. Деятель Украинской национально-демократической партии, (впоследствии УНДО) один из организаторов УСС, и уездный комиссар ЗУНР в Самборе.

## Биография
Андрей Чайковский родился 15 мая 1857 года в семье шляхтича в городе Самбор, в Королевстве Галиции и Лодомерии в составе Австрийской империи. В раннем возрасте потерял родителей, его забрала бабушка в село Гордыня в Самборском уезде.
Андрей научился читать по-польски, так как украинского букваря не было. Вместо начальной школы учился дома. В 1869—1877 годах учился в Самборской гимназии, где впервые прочитал «Кобзаря» Шевченко. В 1873—1877 годах был членом подпольного общества «Студенческая община». После окончания обучения в гимназии поступил на философский факультет Львовского университета.
В 1881 году стал соучредителем «Кружка юристов» и работал в обществе «Просвита».
В конце января 1882 года Андрей Чайковский был мобилизован в австрийскую армию. Участвовал в подавлении боснийско-герцеговинского восстания против австрийской власти.
Мемуары 1892 года «Воспоминания десять лет спустя» (укр. Спомини з-перед десяти літ) получили положительную оценку от писателей Ивана Франка и Осипа Маковея.
С философского факультета Чайковский перевёлся на юридический факультет. В 1884 году сдал экзамен и в 1884—1886 годах практиковал в Самборе, после переехал в город Бережаны (ныне в Тернопольской области Украины), где в 1890 году открыл собственную адвокатскую канцелярию. В то же время начинает популяризировать идеи просветительского движения среди русофилов, придерживался идеи необходимости вести дела в судах и учреждениях на украинском языке.
В 1914 году Андрей возвращается в Самбор. По доносу был заключён в тюрьму Бригидки. Через две недели был выпущен под протекцию юриста Владимира Дудыкевича.
После образования Западно-украинской народной республики в конце 1918 года. В 1918—1919 годах стал уездным комиссаром Самборского уезда. В 1930 году выпустил произведение «Чёрные строки», освещающие события тех времён.
Переехал в Коломыю в середине мая 1919 года. В 1926—1927 годах возглавлял ячейку образовательно-воспитательного товарищества «Родная школа».
В 1930-х годах здоровье писателя начало ухудшаться и он умер 2 июня 1935 года.

## Творчество
Печататься начал с 1892 года. Образы жизни нашли отражения в его произведениях «Воспоминания через десять лет» (1892) и «Черные строки» (1930), изданных в сборнике рассказов «Из зала», «Образ чести» (1895), «Кто виноват?», «Лучше смерть, чем неволя», «Не для всех весна зеленеет» (1920) и повестях «Олюнька», «В чужом гнезде», «Бразилийский порядок» (1896), «Малолетний» (1919) и другие.
На пробуждение национального сознания и воспитания молодежи оказала значительное влияние проза Чайковского в романтическом стиле о казачестве: «За сестрой» (1907), «Отблагодарил» (1913), «Казацкая месть» (1919), «На уходах» (1921), «Алексей Корниенко» (1924), «К славе» (1929), «Полковник Михаил Кричевский» (1935), «Перед срывом» (1937) и другие.

## Память
13 июля 1988 впервые открыто почтили годовщину А.Чайковского в Коломые. В следующем году, с разрешения горсовета состоялись вечера памяти, а в музее была развернута выставка мемориальных вещей А. Чайковского, которые ждали своего времени в фондах.
1 июня 1991 в с. Гордыни освящен памятный знак.
24 августа 1994 в г.. Самборе открыт памятник Андрею Чайковскому.
Почетный гражданин Бережаны (1997)

## Семья
Супруги Чайковские прожили вместе полвека и имели трех сыновей и три дочери.
- Гладилович Наталья Юлиановна (26 августа 1861, Береги — 17 ноября 1938, Коломыя) — с 21 сентября 1884 жена.
- Чайковский Николай Андреевич (2 января 1887, Бережаны — 7 октября 1970, Львов) — сын. Профессор математики.
  - Туна Наталья Григорьевна (1890 — 1987, Львов) — невестка, жена сына Николая. Учитель немецкого языка.
- Чайковский Богдан Андреевич (29 февраля 1888, Бережаны — 26 июня 1941, Львов) — сын. Адвокат, этнограф. Замучен коммунистами в Бригидках.
  - Пасека Юлия Якинтиевна (15 февраля 1891, Малая Лука — 19 марта 1950, Чита) — невестка, жена сына Богдана.
- Чайковская Галина Андреевна (19 сентября 1892, Бережаны — 6 января 1979, Флорида) — дочь.
  - Бемко Владимир (16 сентября 1889, Козова — 15 августа 1965, Нью-Йорк) — зять, муж дочери Галины. Старшина УСС.
- Чайковская Елена Андреевна (4 января 1893, Бережаны — 1927, Коломыя) — дочь. Умерла при родах.
  - Станимир Осип (21 апреля 1890, Ладычин — 13 февраля 1971, Торонто) — зять, муж Елены. Сотник УГА.
- Чайковский Андрей Андреевич (14 октября 1895, Бережаны — 9 июня 1978, Коломыя) — сын. Библиотекарь, член КПЗУ.
  - Глибовицкая Ярослава Теофиловна (26 ноября 1904, Тростянец — 15 мая 1994) — невестка, жена сына Андрея. Учитель.
- Чайковская Наталья Андреевна (6 августа 1898, Бережаны — 18 февраля 1938, Коломыя) — дочь.
  - Трач Иван Иванович (неизвестно — 1944, Коломыя) — зять, муж дочери Натальи. Инженер-механик. Брат Владимира Блавацкого.